# Mauges-sur-Loire
Mauges-sur-Loire ([moʒ syʁ lwaʁ] ⓘ) ist eine französische Gemeinde mit 18.514 Einwohnern (Stand: 1. Januar 2022) im Département Maine-et-Loire in der Region Pays de la Loire. Sie gehört zum Arrondissement Cholet und ist Mitglied im Gemeindeverband Mauges Communauté. Das Bureau centralisateur des gleichnamigen Kantons befindet sich in Mauges-sur-Loire.
Die Gemeinde entstand mit Wirkung vom 15. Dezember 2015 als Commune nouvelle durch Zusammenlegung der bis dahin selbstständigen Gemeinden La Pommeraye, Beausse, Botz-en-Mauges, Bourgneuf-en-Mauges, La Chapelle-Saint-Florent, Le Marillais, Le Mesnil-en-Vallée, Montjean-sur-Loire, Saint-Florent-le-Vieil, Saint-Laurent-de-la-Plaine, Saint-Laurent-du-Mottay, die fortan den Status von Communes déléguées besitzen. Der Verwaltungssitz befindet sich im Ort La Pommeraye.

## Gemeindegliederung
| Commune déléguée               | Ehemaliger INSEE-Code | PLZ   | Fläche (km²) | Einwohnerzahl (2022) |
| ------------------------------ | --------------------- | ----- | ------------ | -------------------- |
| La Pommeraye (Verwaltungssitz) | 49244                 | 49620 | 39,56        | 3902                 |
| Beausse                        | 49024                 | 49410 | 05,41        | 0394                 |
| Botz-en-Mauges                 | 49034                 | 49110 | 15,74        | 0820                 |
| Bourgneuf-en-Mauges            | 49039                 | 49290 | 11,80        | 0702                 |
| La Chapelle-Saint-Florent      | 49075                 | 49410 | 16,14        | 1532                 |
| Le Marillais                   | 49190                 | 49410 | 09,34        | 1077                 |
| Le Mesnil-en-Vallée            | 49204                 | 49410 | 17,83        | 1486                 |
| Montjean-sur-Loire             | 49212                 | 49570 | 19,67        | 3384                 |
| Saint-Florent-le-Vieil         | 49276                 | 49410 | 24,89        | 2896                 |
| Saint-Laurent-de-la-Plaine     | 49295                 | 49290 | 18,88        | 1570                 |
| Saint-Laurent-du-Mottay        | 49297                 | 49410 | 14,74        | 0751                 |

## Geografie

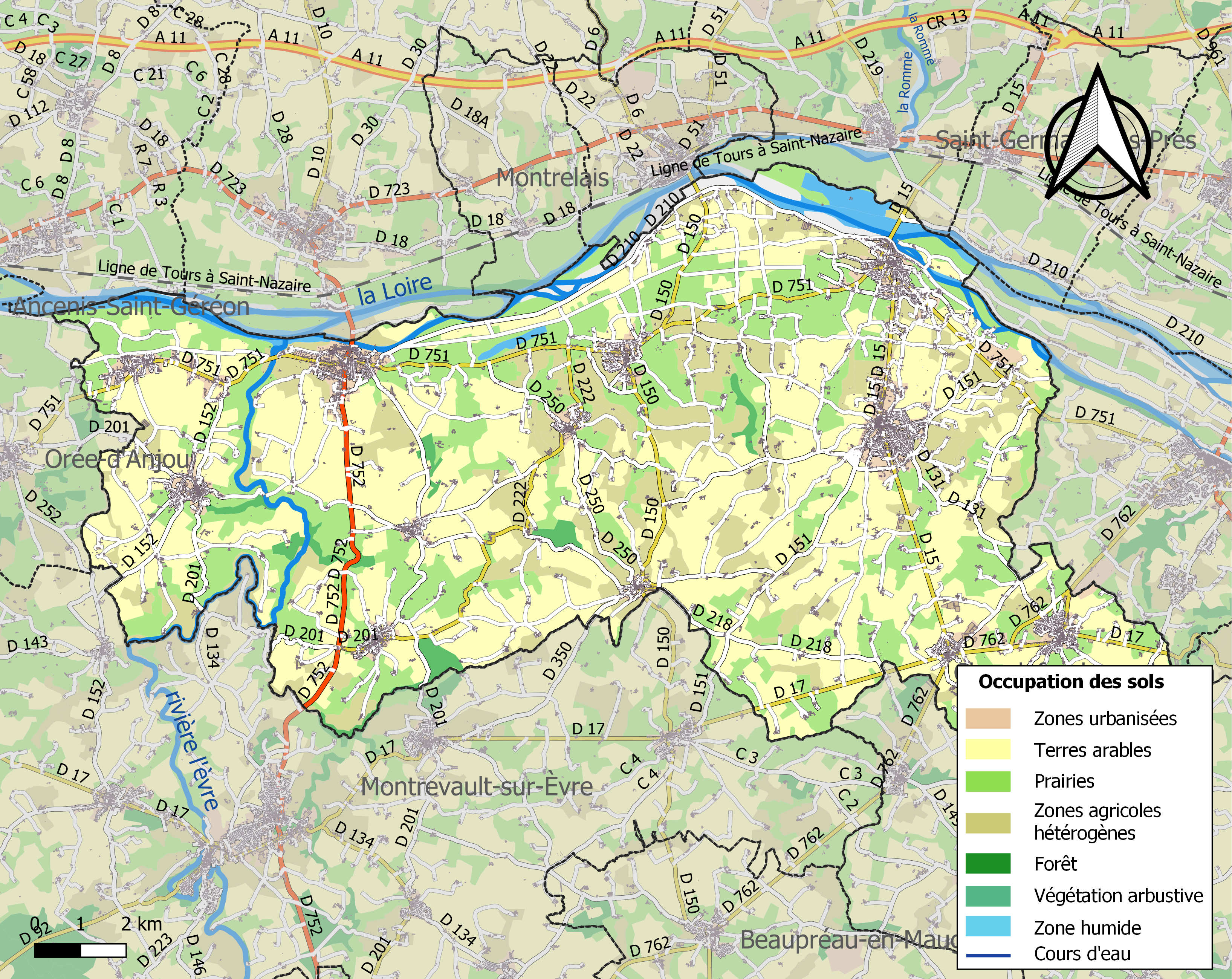
Bodennutzung, Hydrografie und Infrastruktur der Gemeinde (2018)

Mauges-sur-Loire liegt etwa 27 Kilometer südwestlich von Angers, etwa 33 Kilometer nördlich von Cholet und etwa 55 Kilometer ostnordöstlich von Nantes an der Grenze zum benachbarten Département Loire-Atlantique. Die Gemeinde befindet sich in der Région naturelle der Mauges, Teil der historischen Provinz des Anjou.
Das Gemeindegebiet erstreckt sich am linken Ufer der Loire auf einer Hochebene, die von den diversen Fließgewässern teilweise tief eingeschnitten wird. Es wird außerdem entwässert von der Èvre sowie von kleineren Fließgewässern. Das Bodenrelief ist hügelig, von einer Höhe im Norden von 6 m beim Austritt der Loire aus dem Gemeindegebiet, nach Süden hin ansteigend mit einer maximalen Erhebung von 174 m Höhe. Das Zentrum im Ortsteil La Pommeraye liegt dabei auf etwa 80 m.
Teile des Gebiets von Mauges-sur-Loire gehören zu den Natura 2000-Schutzgebieten „Vallée de la Loire de Nantes aux Ponts-de-Cé et ses annexes“ (FR5200622 und FR5212002) sowie von 13 ZNIEFF-Naturzonen.
Umgeben wird Mauges-sur-Loire von zehn Nachbargemeinden:
| Vair-sur-Loire (Loire-Atlantique) Loireauxence (Loire-Atlantique) | Ingrandes-le-Fresne-sur-Loire               | Champtocé-sur-Loire Saint-Germain-des-Prés |
| Orée d’Anjou                                                      | Kompassrose, die auf Nachbargemeinden zeigt | Chalonnes-sur-Loire                        |
|                                                                   | Montrevault-sur-Èvre                        | Chaudefonds-sur-Layon Chemillé-en-Anjou    |

## Klima
|                        | Jan | Feb | Mär  | Apr  | Mai  | Jun  | Jul  | Aug  | Sep  | Okt  | Nov  | Dez |   |      |
| Mittl. Temperatur (°C) | 5,6 | 5,8 | 8,2  | 10,8 | 14,2 | 18   | 19,7 | 19,4 | 17   | 13,4 | 9    | 6,1 | ⌀ | 12,3 |
| Mittl. Tagesmax. (°C)  | 8,4 | 9,2 | 12,2 | 15,2 | 18,5 | 22,5 | 24,3 | 24,2 | 21,7 | 17,2 | 11,9 | 8,9 | ⌀ | 16,2 |
| Mittl. Tagesmin. (°C)  | 2,9 | 2,5 | 4,3  | 6,4  | 9,7  | 13,2 | 14,9 | 14,7 | 12,5 | 10   | 6,2  | 3,4 | ⌀ | 8,4  |
|                        |     |     |      |      |      |      |      |      |      |      |      |     |   |      |
| Niederschlag (mm)      | 68  | 56  | 52   | 60   | 68   | 48   | 43   | 48   | 52   | 70   | 68   | 73  | Σ | 706  |
|                        |     |     |      |      |      |      |      |      |      |      |      |     |   |      |
| Sonnenstunden (h/d)    | 3,3 | 4,5 | 6,0  | 7,7  | 8,1  | 9,2  | 9,2  | 8,7  | 7,4  | 5,5  | 4,2  | 3,7 | ⌀ | 6,5  |
|                        |     |     |      |      |      |      |      |      |      |      |      |     |   |      |
| Regentage (d)          | 8   | 8   | 7    | 8    | 9    | 7    | 6    | 6    | 6    | 8    | 9    | 8   | Σ | 90   |
|                        |     |     |      |      |      |      |      |      |      |      |      |     |   |      |
| Luftfeuchtigkeit (%)   | 85  | 81  | 77   | 73   | 73   | 67   | 65   | 67   | 69   | 79   | 85   | 85  | ⌀ | 75,5 |

| 2,9 |

| 2,5 |

| 4,3 |

| 6,4 |

| 9,7 |

| 13,2 |

| 14,9 |

| 14,7 |

| 12,5 |

| 10 |

| 6,2 |

| 3,4 |

| 2,9 |

| 2,5 |

| 4,3 |

| 6,4 |

| 9,7 |

| 13,2 |

| 14,9 |

| 14,7 |

| 12,5 |

| 10 |

| 6,2 |

| 3,4 |

Das Klima ist als Ozeanklima (Cfb-Klima) nach Köppen und Geiger klassifiziert. Es ist warm und gemäßigt und zeichnet sich durch verhältnismäßig viel Niederschlag aus selbst im trockensten Monat Juli. Die Angaben von Temperatur, Wassertemperatur, Niederschlag, Regentag und Luftfeuchtigkeit basieren auf Daten von 1991 bis 2021, Sonnenstunden auf Daten von 1999 bis 2019.

## Sehenswürdigkeiten
| Name | Ort                        | Bemerkungen                                                      | Bild                                            |
| --- | -------------------------- | ---------------------------------------------------------------- | ----------------------------------------------- |
| Kirche Saint-Martin-de-Vertou                                                                           | La Pommeraye               | Mitte des 19. Jahrhunderts                                       |                                                 |
| Kirche Saint-Jacques                                                                                    | Beausse                    | Mitte des 19. Jahrhunderts                                       |                                                 |
| Kapelle Notre-Dame-du-Sacré-Cœur                                                                        | Beausse                    | 1875                                                             |                                                 |
| Kirche Saint-Gilles                                                                                     | Botz-en-Mauges             | Mitte des 19. Jahrhunderts                                       |                                                 |
| Pfarrkirche Notre-Dame                                                                                  | Bourgneuf-en-Mauges        | Mitte des 19. Jahrhunderts                                       |                                                 |
| Kirche Saint-Christophe                                                                                 | La Chapelle-Saint-Florent  | Neubau aus den Jahren 1850 bis 1871                              |                                                 |
| Cirque de Courossé, Aussichtspunkt über das Èvre-Tal                                                    | La Chapelle-Saint-Florent  | Site classé seit 1995                                            |                                                 |
| Kirche Saint-Jean-Baptiste                                                                              | Le Marillais               | 19. Jahrhundert                                                  |                                                 |
| Friedhofskapelle                                                                                        | Le Mesnil-en-Vallée        | 1801 erbaut, Monument historique seit 1969                       |                                                 |
| Pfarrkirche Notre-Dame                                                                                  | Le Mesnil-en-Vallée        | 1839 erbaut                                                      |                                                 |
| Kapelle Saint-Aubin                                                                                     | Montjean-sur-Loire         | Ursprünge aus dem 11. Jahrhundert, Monument historique seit 2008 |                                                 |
| Ehemalige Kohlenmine La Tranchée                                                                        | Montjean-sur-Loire         | 1874 errichtet, Monument historique seit 2004                    |                                                 |
| Ehemalige Abtei                                                                                         | Saint-Florent-le-Vieil     | 14. Jahrhundert neu errichtet, Monument historique seit 1999     | Abbaye de Saint-Florent-le-Vieil Weitere Bilder |
| Kapelle Cathelineau                                                                                     | Saint-Florent-le-Vieil     | Mitte des 19. Jahrhunderts, Monument historique seit 2010        |                                                 |
| Friedhofskapelle Saint-Sauveur                                                                          | Saint-Florent-le-Vieil     | 16. Jahrhundert, Monument historique seit 1862                   |                                                 |
| Denkmalsäule für Marie Thérèse Charlotte de Bourbon                                                     | Saint-Florent-le-Vieil     | 22. Juni 1828 eingeweiht, Monument historique seit 2010          |                                                 |
| Kapelle Notre-Dame-de-Charité                                                                           | Saint-Laurent-de-la-Plaine | 19. Jahrhundert                                                  |                                                 |
| Haus des ehemaligen Propstes, heute ehemaliges Bürgermeisteramt (Mairie), Monument historique seit 1968 | Saint-Laurent-du-Mottay    | 16. Jahrhundert                                                  |                                                 |

## Sport und Freizeit
Der GR 3, ein 1300 Kilometer langer Fernwanderweg entlang der Loire zwischen dem Mont Gerbier-de-Jonc (Département Ardèche) und La Baule (Département Loire-Atlantique) durchquert das nördliche Gemeindegebiet.

## Bildung
Mauges-sur-Loire verfügt über
- eine private Vor- und Grundschule (École primaire) in Botz-en-Mauges,
- eine private Vor- und Grundschule in Saint-Laurent-de-la-Plaine,
- eine öffentliche Vor- und Grundschule in Saint-Laurent-de-la-Plaine,
- eine öffentliche Vor- und Grundschule in Bourgneuf-en-Mauges,
- zwei private Vor- und Grundschulen in Saint-Florent-le-Vieil,
- eine öffentliche Vor- und Grundschule in Saint-Florent-le-Vieil,
- eine private Vor- und Grundschule in Saint-Laurent-du-Mottay,
- eine private Vor- und Grundschule in La Chapelle-Saint-Florent,
- eine private Vor- und Grundschule in Le Marillais,
- eine private Vor- und Grundschule in Le Mesnil-en-Vallée,
- eine öffentliche Vor- und Grundschule in Beausse,
- eine öffentliche Vor- und Grundschule in Montjean-sur-Loire,
- eine private Vor- und Grundschule in Montjean-sur-Loire,
- eine öffentliche Vor- und Grundschule in La Pommeraye,
- eine private Vor- und Grundschule in La Pommeraye,
- ein öffentliches Collège in Saint-Florent-le-Vieil,
- ein privates Collège in Saint-Florent-le-Vieil,
- ein privates Collège in La Pommeraye und
- ein privates Lycée in La Pommeraye.[4]

## Wirtschaft
Die Gemeinde gehört mit ihren vergleichsweise kleinen Anbauflächen zum Weinbaugebiet Anjou.
| Mauges-sur-Loire | Mauges-sur-Loire | Mauges-sur-Loire | Département | Département | Département | Metropolitan-Frankreich | Metropolitan-Frankreich | Metropolitan-Frankreich |
| ---------------- | ---------------- | ---------------- | ----------- | ----------- | ----------- | ----------------------- | ----------------------- | ----------------------- |
| Gesamt           | Männer           | Frauen           | Gesamt      | Männer      | Frauen      | Gesamt                  | Männer                  | Frauen                  |
| 71,3 %           | 73,0 %           | 69,7 %           | 68,5 %      | 71,3 %      | 65,8 %      | 66,1 %                  | 68,9 %                  | 63,4 %                  |

Die Beschäftigungsrate der Gemeinde ist höher als die des Départements Maine-et-Loire und die von Metropolitan-Frankreich. Im Vergleich zu 2015 sank die Gesamtquote der Gemeinde um 0,8 % aufgrund einer höheren Zahl von Rentnern. Die meisten Beschäftigten sind im Handel, Transportwesen oder diversen Dienstleistungsunternehmen beschäftigt. Über die Hälfte sind Auspendler. 59,6 % arbeiteten 2021 in einer anderen Gemeinde, 4,5 % mehr als im Jahr 2015. Dabei benutzten sie zu 84,7 % ein Auto, einen Last- oder Lieferwagen, nur 2 % ein öffentliches Verkehrsmittel.
| Mauges-sur-Loire | Mauges-sur-Loire | Mauges-sur-Loire | Mauges-sur-Loire | Département | Département | Département | Département | Metropolitan-Frankreich | Metropolitan-Frankreich | Metropolitan-Frankreich | Metropolitan-Frankreich |
| ---------------- | ---------------- | ---------------- | ---------------- | ----------- | ----------- | ----------- | ----------- | ----------------------- | ----------------------- | ----------------------- | ----------------------- |
| Gesamt           | 15–24            | 25–54            | 55–64            | Gesamt      | 15–24       | 25–54       | 55–64       | Gesamt                  | 15–24                   | 25–54                   | 55–64                   |
| 8,2 %            | 16,5 %           | 7,5 %            | 5,9 %            | 10,3 %      | 19,7 %      | 8,9 %       | 8,9 %       | 11,7 %                  | 23,2 %                  | 10,5 %                  | 9,8 %                   |

Die Arbeitslosenquote zeigt ein erfreuliches Bild. Sie liegt in allen Bereichen niedriger im Vergleich zum gesamten Département und Metropolitan-Frankreich. Im Vergleich zu 2015 fiel die Gesamtarbeitslosenquote der Gemeinde um 0,8 %, in der Altersklasse der 15- bis 24-Jährigen sogar um 5,2 %.

## Verkehr
Der hauptsächliche Straßen- und Schienenverkehr der Umgebung verläuft auf dem rechten Ufer der Loire. Die zur Departementsstraße D 752 herabgestufte ehemalige Route nationale 752 von Varades nach Cheffois über Cholet führt über die Loire bei Saint-Florent-le-Vieil und durchquert die westlichen Ortsteile der Gemeinde von Nord nach Süd. Die zur Departementsstraße D 751 herabgestufte ehemalige Route nationale 751 zwischen einer Straßenkreuzung mit der Route nationale 455 westlich von Cosne-Cours-sur-Loire und dem Pointe de Saint-Gildas folgt der Loire auf der linken Uferseite über Nantes. Die zur Departementsstraße D 762 herabgestufte ehemalige Route nationale 762 verläuft von Chalonnes-sur-Loire über die Ortsteile Saint-Laurent-de-la-Plaine und Bourgneuf-en-Mauges in südwestlicher Richtung bis nach Gétigné. Nachgeordnete Departementsstraßen und lokale Landstraßen verbinden die Ortsteile miteinander und mit weiteren Nachbargemeinden.
Busse von vier Linien der Transportgesellschaft Aléop der Region Pays de la Loire fahren Haltestellen in verschiedenen Ortsteilen von Mauges-sur-Loire an und verbinden die Gemeinde mit Angers, Chalonnes-sur-Loire und Ancenis-Saint-Géréon.